# Martin Stingl
Martin Stingl (* 17. November 1959 in Wien, Österreich; †  9. Jänner 2019 ebenda) war ein österreichischer Kameramann.
Stingl war Mitglied im Vorstand des Verbandes österreichischer Kameraleute. Stingl starb 2019 an einem Herzinfarkt. Er wurde in Gutenstein bestattet. Seit Mitte der 1980er Jahre war er an mehr als 60 Produktionen als Kameramann beteiligt.

## Filmographie (Auswahl)
- 1985: Säntis
- 1985/1986: Der wilde Clown (Licht)
- 1987/1988: Einzelhaft (Kamera-Assistenz)
- 1988: Moltke (Kameraassistenz)
- 1990: Lex Minister
- 1991: Rochade
- 1991: St. Petri Schnee
- 1992: Das Glück liegt in Waikiki
- 1992: Es lebe die Liebe, der Papst und das Puff...
- 1992: Im Kreis der Iris
- 1993: Das Babylon Komplott
- 1993: Das Dorf an der Grenze – Kärnten 1991
- 1994: Bill Cosby & Co. – Die Rückkehr der Superspione
- 1994: Jenseits der Brandung
- 1994: 1945
- 1995: Der Schatten des Schreibers
- 1995: Inferno
- 1995: Tödliche Besessenheit
- 1996: Brennendes Herz
- 1996: Glück auf Raten
- 1997: Champagner und Kamillentee
- 1997: Die Straße nach Istanbul
- 1997: Fröhlich geschieden
- 1997: Hotel Shanghai
- 1998: Helden in Tirol
- 1998: Winnetous Rückkehr
- 1999: MA 2412 – Lotto
- 1999: MA 2412 – Meisterschaft
- 1999: Mörderische Abfahrt – Skitour in den Tod
- 1999: Rosamunde Pilcher – Magie der Liebe
- 1999: Rosamunde Pilcher – Blüte des Lebens
- 1999: Rosamunde Pilcher – Möwen im Wind
- 2000: Rosamunde Pilcher – Im Licht des Feuers
- 2000: Rosamunde Pilcher – Ruf der Vergangenheit
- 2000: Rosamunde Pilcher – Zeit der Erkenntnis
- 2000: Rotlicht – In der Höhle des Löwen
- 2000: Tatort – Passion
- 2001: Stahlnetz – Innere Angelegenheiten
- 2002: Da wo die Liebe wohnt
- 2002: Kommissar Rex – Polizisten küsst man nicht
- 2002: Meine Schwester das Biest
- 2002: SOKO Kitzbühel – Das Idol
- 2002: Tanners letzte Chance
- 2003: Der Bockerer IV – Prager Frühling
- 2003: Kommissar Rex – Berühmt um jeden Preis
- 2003: SOKO Kitzbühel – Abfahrt in den Tod
- 2003: SOKO Kitzbühel – Ein tiefer Fall
- 2003: SOKO Kitzbühel – Mord à la carte
- 2003: SOKO Kitzbühel – Skateboard
- 2004: Geheimnis der Karibik
- 2004: Inga Lindström – Begegnung am Meer
- 2004: SOKO Kitzbühel – Eiskalt
- 2004: SOKO Kitzbühel – Todeslauf
- 2005: Reblaus
- 2005: Märchenperlen: Rotkäppchen
- 2005: SOKO Kitzbühel – Blattschuss
- 2005: SOKO Kitzbühel – Die Todesquelle
- 2005: SOKO Kitzbühel – Kajak in den Tod
- 2006: SOKO Donau – Die Falle
- 2006: SOKO Donau – Katyas Geheimnis
- 2006: SOKO Donau – Konkurrenten
- 2006: SOKO Donau – Schmutzige Geschäfte
- 2006: SOKO Donau – Tödliche Gier
- 2007: Der rote Priester – Don Antonio Vivaldi
- 2007: SOKO Donau – Stille Wasser
- 2007: Unsere Farm in Irland – Wolken über der Küste
- 2008: Echte Wiener – Die Sackbauer-Saga
- 2008: Inga Lindström – Hannas Fest
- 2008: Inga Lindström – Sommer der Entscheidung
- 2008: Inga Lindström – Sommer in Norrsunda
- 2008: Kyselak war da! Graffiti anno 1825
- 2009: Oben ohne – Du heilige Nacht
- 2010: Eine Couch für alle – Der grüne Gnom
- 2010: Eine Couch für alle – Die Exhibitionistin
- 2010: Eine Couch für alle – Inkognito
- 2010: Eine Couch für alle – Stress und Dummheit
- 2010: Furcht & Zittern
- 2012: Oben ohne – Bettenrochade
- 2012: Oben ohne – Der Würger
- 2012: Oben ohne – Familienbande
- 2012: Oben ohne – Scheiden tut weh
- 2013–2019: Mein Bezirk
  - 2013: Mein Floridsdorf
  - 2013: Mein Mariahilf
  - 2014: Mein Hernals
  - 2014: Meine Donaustadt
  - 2014: Meine Landstraße
  - 2015: Mein Döbling
  - 2015: Mein Penzing
  - 2015: Meine Leopoldstadt
  - 2015: Meine Wieden
  - 2016: Mein Hietzing
  - 2016: Mein Meidling
  - 2016: Meine Brigittenau
  - 2017: Mein Alsergrund
  - 2017: Mein Währing
  - 2017: Meine Innere Stadt
  - 2018: Mein Liesing
  - 2018: Mein Margareten
  - 2018: Mein Neubau
  - 2018: Meine Josefstadt
  - 2019: Mein Rudolfsheim-Fünfhaus
- 2016: Alt, aber Polt
- 2017: SORA